# 파키스탄의 대통령 목록

파키스탄의 대통령기

파키스탄 이슬람 공화국의 대통령 목록은 1956년부터 파키스탄의 역대 대통령에 관한 목록이다. 임기는 5년이며 1번의 연임이 가능하다.
2024년 파키스탄 대통령 선거에서 당선된 아시프 알리 자르다리(파키스탄 인민당) 대통령이 2024년 3월 10일 파키스탄 대통령에 취임하였다.

## 역대 대통령 목록
역대 파키스탄의 대통령은 다음과 같다.
| 대 | 사진                                                      | 이름 (출생연도~사망연도)           | 취임일           | 퇴임일           | 정당 | 정당                        |
| -- | --------------------------------------------------------- | ---------------------------------- | ---------------- | ---------------- | ---- | --------------------------- |
| 1  |                                                           | 이스칸데르 미르자 (1899~1969)      | 1956년 3월 23일  | 1958년 10월 27일 |      | 파키스탄 공화당             |
| 2  |                                                           | 아유브 칸 (1907~1974)              | 1958년 10월 27일 | 1969년 3월 25일  |      | 군인 / 파키스탄 무슬림 연맹 |
| 3  |                                                           | 야히아 칸 (1917~1980)              | 1969년 3월 25일  | 1971년 12월 20일 |      | 군인                        |
| 4  |                                                           | 줄피카르 알리 부토 (1928~1979)     | 1971년 12월 20일 | 1973년 8월 13일  |      | 파키스탄 인민당             |
| 5  |                                                           | 파잘 일라히 초드리 (1904~1982)     | 1973년 8월 13일  | 1978년 9월 16일  |      | 파키스탄 인민당             |
| 6  |                                                           | 무함마드 지아울하크 (1924~1988)    | 1978년 9월 16일  | 1988년 8월 17일  |      | 군인 / 파키스탄 무슬림 연맹 |
| 7  |                                                           | 굴람 이샤크 칸 (1915~2006)         | 1988년 8월 17일  | 1993년 7월 18일  |      | 무소속                      |
| -  |                                                           | 와심 사자드 (1941~)                | 1993년 7년 18일  | 1993년 11월 14일 |      | 파키스탄 무슬림 연맹        |
| 8  |                                                           | 파루크 레가리 (1940-2010)          | 1993년 11월 14일 | 1997년 12월 2일  |      | 파키스탄 인민당             |
| -  |                                                           | 와심 사자드 (1941~)                | 1997년 12월 2일  | 1998년 1월 1일   |      | 파키스탄 무슬림 연맹        |
| 9  | A side shoot of Muhammad Rafiq Tarar at an award ceremony | 무함마드 라피크 타라르 (1929~2022) | 1998년 1월 1일   | 2001년 6월 20일  |      | 파키스탄 무슬림 연맹        |
| 10 |                                                           | 페르베즈 무샤라프 (1943~2023)      | 2001년 6월 20일  | 2008년 8월 18일  |      | 군인 / 파키스탄 무슬림 연맹 |
| -  |                                                           | 무하마드 미안 숨로 (1950~)         | 2008년 8월 18일  | 2008년 9월 9일   |      | 파키스탄 무슬림 연맹        |
| 11 | A portrait of Asif Ali Zardari                            | 아시프 알리 자르다리 (1955~)       | 2008년 9월 9일   | 2013년 9월 9일   |      | 파키스탄 인민당             |
| 12 |                                                           | 맘눈 후세인 (1940~2021)            | 2013년 9월 9일   | 2018년 9월 9일   |      | 파키스탄 무슬림 연맹        |
| 13 |                                                           | 아리프 알비 (1949~)                | 2018년 9월 9일   | 2024년 3월 10일  |      | 파키스탄 정의운동           |
| 14 |                                                           | 아시프 알리 자르다리 (1955~)       | 2024년 3월 10일  | 현재             |      | 파키스탄 인민당             |

## 같이 보기
- 파키스탄의 대통령
- 파키스탄의 총리